# Jóhann Sigurðarson
Jóhann Sigurðarson (nacido el 21 de abril de 1956) es un actor y cantante islandés. Es conocido por su papel de Leifur en la serie Trapped (Atrapado) y en la serie The Minister (El Ministro).

## Carrera
Sigurðarson se graduó por la Academia de Artes de Islandia en 1981. Ha participado en numerosas producciones con el Teatro Nacional de Islandia y el Teatro de la Ciudad de Reykjavik, así como también ha sido protagonista de muchas películas islandesas. A partir de 2000-2001 estudió canto en Italia. En 2008 fue galardonado con el premio "Ciudad de Arte" de la ciudad de Garðabær, Islandia. También ha colaborado con la Ópera Islandesa.

## Filmografía
- 101 Reykjavík (2000) : Páll
- Kaldaljós (2004) : extranjero
- Brúðguminn (2008) : Lárus
- Mamma Gógó (2010) : gerente de banca
- Trapped (2015-2016, serie de TV) : Leifur

## Videojuego de roles
- Banner Saga (2014) como Ubin
- Banner Saga 2 (2016) como Ubin

## Grabación de música
- Banner Saga de la banda Sonora Original (2014) por Austin Wintory
  - "Todos estamos Invitados sobre la Tierra"
  - "Adelante"
- The Banner Saga 3 (2018) por Austin Wintory
  - "La Oscuridad Se Levanta"
  - "El acero Fluye como el Agua"
  - "Los árboles No pueden Crecer en un Cielo sin Luna"

## Vida personal
Sigurðarson está casado con Guðrún Sesselja Arnardóttir, fiscal de distrito, y tiene dos hijos, Örn Gauti y Jóhann Ólafur.